# Hannes Reichelt
Hannes Reichelt, avstrijski alpski smučar, * 5. junij 1980, Salzburg, Avstrija.
Leta 2011 je na Svetovnem prvenstvu v alpskem smučanju dosegel srebrno medaljo na superveleslalomski tekmi, na Svetovnem prvenstvu v alpskem smučanju 2015 v Vailu pa je na superveleslalomski tekmi dosegel drugo medaljo na velikih tekmovanjih v tej disciplini. Osvojil je zlato medaljo in naslov svetovnega prvaka.